# CA Rentistas
CA Rentistas (celým názvem Club Atlético Rentistas, zkratkou C.A.R.) je uruguayský fotbalový klub z hlavního města Montevideo, který působí k roku 2015 v uruguayské Primera División (nejvyšší liga). Klub byl založen v roce 1933 a svoje domácí utkání hraje na stadionu Estadio Complejo Rentistas s kapacitou 10 000 diváků.
Klubové barvy jsou červená a bílá.